# Francesco Borromini
Francesco Borromini, malnom de Francesco Castelli (Bissone, Ticino, Antiga Confederació Suïssa, 25 de setembre 1599 – Roma, Estats Pontificis, 3 d'agost 1667) va ser un arquitecte italià nascut al cantó suís modern de Ticino, que juntament amb els seus contemporanis Gian Lorenzo Bernini i Pietro da Cortona, va ser una figura destacada en l'aparició de l'arquitectura barroca de Roma.
Gran estudiant de l'arquitectura de Michelangelo Buonarroti i les ruïnes de l'Antiguitat, Borromini va desenvolupar una arquitectura inventiva i distintiva, encara que una mica idiosincràtica, utilitzant manipulacions de formes arquitectòniques clàssiques, racionalitats geomètriques en els seus plans i significats simbòlics en els seus edificis. Sembla que tenia una bona comprensió de les estructures, que potser mancaven Bernini i Cortona, que es van formar principalment en altres àrees de les arts visuals. Els seus dibuixos suaus són particularment distintius. Sembla que va ser un estudiós autodidacta, acumulant una gran biblioteca al final de la seva vida.
La seva carrera es va veure limitada per la seva personalitat. A diferència de Bernini, que va adoptar fàcilment la capa d'encantador cortesà en la seva recerca d'encàrrecs importants, Borromini era alhora melancòlic i de caràcter ràpid, la qual cosa va fer que es retirés de determinades feines. El seu caràcter conflictiu el va portar a morir per suïcidi el 1667.
Probablement perquè la seva obra era idiosincràtica, la seva influència posterior no va ser generalitzada, però és evident en les obres piemonteses de Guarino Guarini i, com a fusió amb els modes arquitectònics de Bernini i Cortona, en l'arquitectura del barroc tardà del nord d'Europa. Els crítics posteriors del barroc, com Francesco Milizia i l'arquitecte anglès Sir John Soane, van ser particularment crítics amb l'obra de Borromini. A partir de finals del segle xix, l'interès per les obres de Borromini ha revifat i la seva arquitectura s'ha apreciat per la seva inventiva.

## Vida i primers treballs
Fill del constructor en pedra Giovanni Domenico Castelli i Anastasia Garovo, Borromini començà la seva carrera com el seu pare, i aviat passava a Milà a estudiar i practicar aquesta activitat. També era conegut com a Bissone, pel nom del lloc on va néixer, (prop de Lugano, Suïssa). És a Roma (1619) quan canvia el seu nom (de Castelli a Borromini) i comença a treballar per a Carlo Maderno, el seu parent distant, a la Basílica de Sant Pere del Vaticà. Quan Maderno mor el 1629, s'incorpora a l'equip de Gian Lorenzo Bernini, completant la façana i expansions de Maderno Palazzo Barberini.

## San Carlino (San Carlo alle Quattro Fontane)

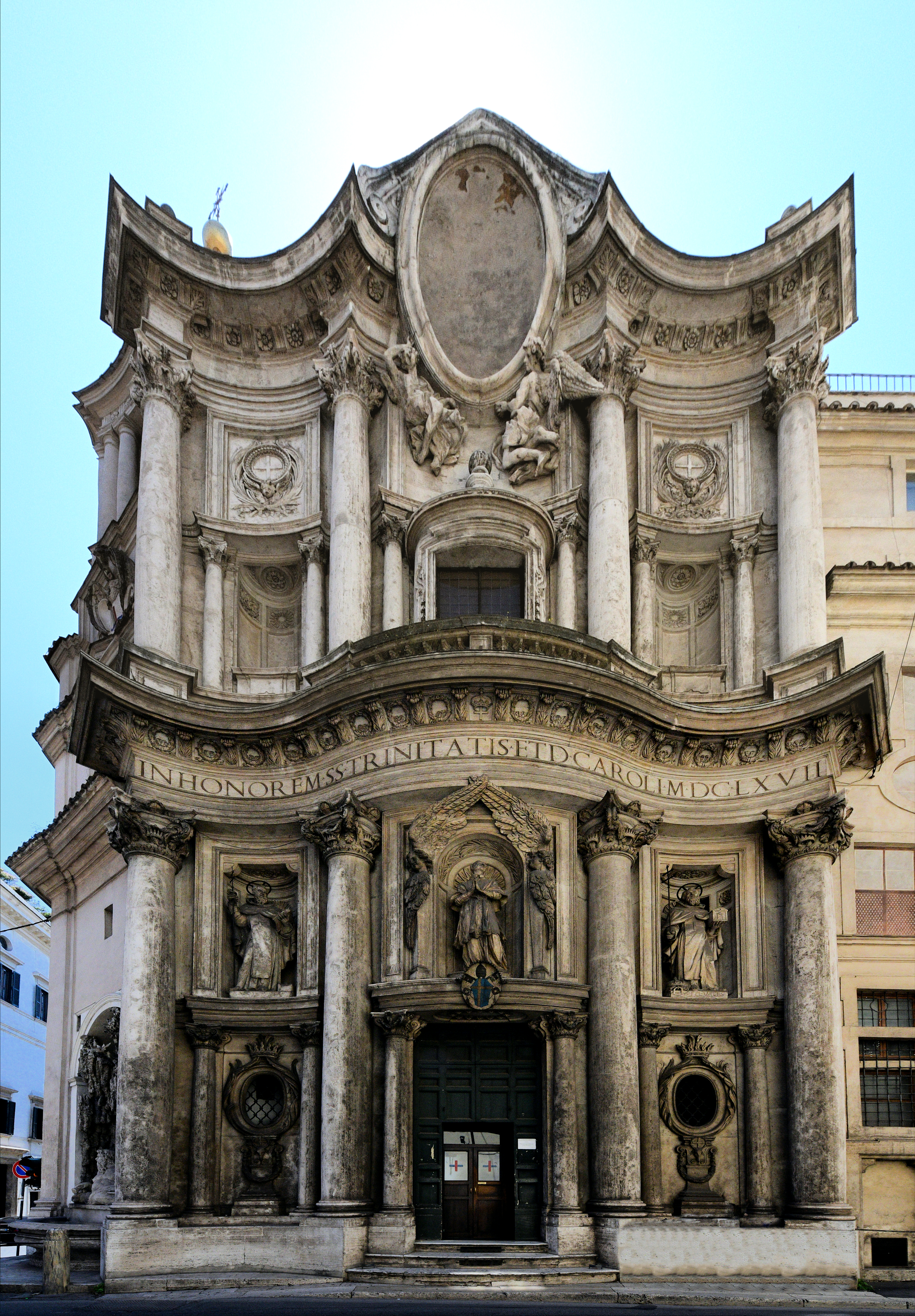
Façana de San Carlo alle Quattro Fontane.

En 1634, el seu primer encàrrec individual era la reconstrucció de l'església de San Carlo alle Quattro Fontane (també anomenat San Carlino). A l'església se li posà el nom de Sant Carles Borromeo. La petita església és considerada per molts una obra mestra icònica de barroc romà. Borromini evità un classicisme lineal i també una forma circular simple a favor d'un oval corrugat. L'església alterna un seguit de convexos-còncaus complexos que pollaal de la nau; ell dissenyà les parets perquè s'ondulessin cap dins i cap a fora com si no fossin de pedra sinó d'un material flexible posades en moviment per un espai energètic, portant-hi els intabulatures profunds, les cornises, motllures i fontons (Trachtenberg & Hyman). És molt més atrevit en la intricada geometria amb menys incrustacions i decoracions figuratives que a Sant'Andrea Quirinale de Bernini, just avall al mateix carrer. Aquesta darrera església té una escena escultòrica arrelada a l'arquitectura, com a forma de bel composto. A San Carlino, les escenes són racional i geomètric. Els elements ondulants a la façana (completada al final de la seva vida), són també una obra mestra.

## Sant'Agnese en Agone
Per a Sant'Agnese a Agone, capgirava el plànol original de Girolamo Rainaldi (i el seu fill Carlo Rainaldi), que prèviament tenia la seva entrada principal en Via di Santa Maria dell'Anima. La façana s'amplià per incloure parts del veí palau Pamphilij, espai que guanya per als dos campanars (cada un dels quals té un rellotge, com a Sant Pere, un per al temps romà, l'altre per al tempo ultramontano, temps europeu).
Borromini perdia aquest encàrrec abans del seu acabament a causa de la mort del Papa Innocenci X el 1655. El nou Papa Alexandre VII, i el Príncep Camillo Pamphilj tornava a cridar a Rainaldi, però aquest no ho va canviar gaire i l'església es considera principalment una expressió notable dels conceptes de Borromini.

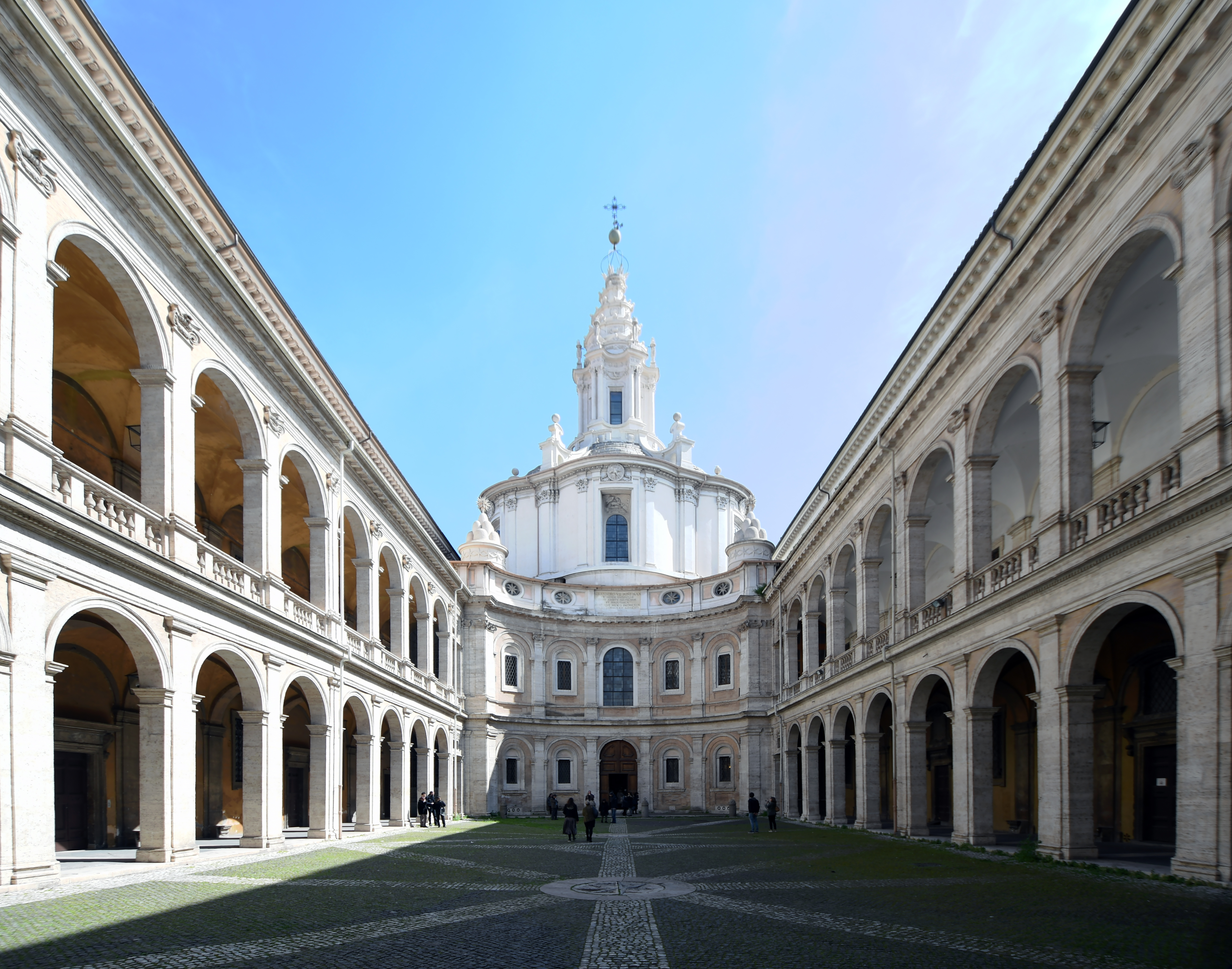
Sant'Ivo alla Sapienza, pati i façana.

## Sant'Ivo alla Sapienza
Des de 1640-1650, treballà en el disseny de l'església de Sant'Ivo alla Sapienza i el seu pati, prop de la Universitat de Roma La Sapienza. La cúpula i steeple coclear són peculiars, i reflecteixen els motius arquitectònics idiosincràtics que distingeixen Borromini dels contemporanis. A dins, la nau té un inusual pla central encerclat per cornises, alternant còncaves i convexes, portant a una cúpula decorada amb varietats lineals d'estrelles i punts. La fusió d'excessos febrils del barroc amb una geometria racionalista és un excel·lent resultat per a una església en una institució papal d'elevat saber. Borromini era contemporani del prolífic arquitecte papal, i rival seu, Gian Lorenzo Bernini, i va tenir una gran influència sobre l'arquitecte piemontès, Guarino Guarini i els seus successors.

## Obres de Francesco Borromini
| Any       | Nom                                                                                             | Ubicació                                                              | Descripció | Foto exterior | Foto interior |
| --------- | ----------------------------------------------------------------------------------------------- | --------------------------------------------------------------------- | --- | ------------- | ------------- |
| 1625-1629 | Finestres altes i escala hel·licoidal del Palau Barberini                                       | Roma 41° 54′ 13″ N, 12° 29′ 25″ E / 41.90361°N,12.49028°E             | Col·laboració, sota la direcció de Carlo Maderno i, després, de Giovanni Lorenzo Bernini; són seves l'escala i les finestres del pis superior de la façana |               |               |
| 1628      | Reforma de la Vil·la Falconieri                                                                 | Frascati 41° 48′ 25.92″ N, 12° 41′ 21.3″ E / 41.8072000°N,12.689250°E | Amb Antonio de Sangallo el Jove |               |               |
| 1632      | Galeria perspectiva del Palazzo Spada                                                           | Roma 41° 53′ 38.5″ N, 12° 28′ 18.5″ E / 41.894028°N,12.471806°E       | Amb la col·laboració del matemàtic Giovanni Maria Bitonto                                                                                                  |               |               |
| 1634-1654 | Capella Spada (San Girolamo della Carità)                                                       | Roma 41° 53′ 43.1″ N, 12° 28′ 12.7″ E / 41.895306°N,12.470194°E       | L'atribució no és segura; revisa el projecte original de Virgilio Spada                                                                                    |               |               |
| 1637-1639 | Restauració de Santa Lucia in Selci                                                             | Roma 41° 53′ 40.8″ N, 12° 29′ 47″ E / 41.894667°N,12.49639°E          | Restauració, decoració de la Cappella della Trinità o Cappella Landi                                                                                       |               |               |
|           | Façana de Sant'Anna dei Palafrenieri                                                            | Roma 41° 54′ 15″ N, 12° 27′ 27″ E / 41.90417°N,12.45750°E             | Atribuïda, però incerta |               |               |
| 1637-1667 | Oratori dels Felipons (Oratorio dei Filippini)                                                  | Roma 41° 53′ 53.62″ N, 12° 28′ 7.36″ E / 41.8982278°N,12.4687111°E    | Modifica el projecte original de Girolamo Rainaldi |               |               |
| 1638-1641 | San Carlo alle Quattro Fontane                                                                  | Roma 41° 54′ 6″ N, 12° 29′ 27″ E / 41.90167°N,12.49083°E              | |               |               |
| 1638-1646 | Palazzo Falconieri                                                                              | Roma 41° 53′ 40.6″ N, 12° 28′ 9.55″ E / 41.894611°N,12.4693194°E      | Ampliació de la façana |               |               |
| 1642-1655 | Santa Maria dei Sette Dolori                                                                    | Roma 41° 53′ 23.5″ N, 12° 27′ 58.3″ E / 41.889861°N,12.466194°E       | Inacabat per manca de recursos |               |               |
| 1642-1660 | Sant'Ivo alla Sapienza                                                                          | Roma 41° 53′ 54″ N, 12° 28′ 28″ E / 41.89833°N,12.47444°E             | |               |               |
| 1646-1667 | Palau de Propaganda Fide                                                                        | Roma 41° 54′ 15″ N, 12° 28′ 59.9″ E / 41.90417°N,12.483306°E          | Modifica el projecte primer de Gianlorenzo Bernini; façana de la Via de Propaganda Fide i Cappella dei Re Magi (1662-1664)                                 |               |               |
| 1646-1743 | Sant Joan del Laterà                                                                            | Roma 41° 53′ 9.26″ N, 12° 30′ 22.16″ E / 41.8859056°N,12.5061556°E    | Reforma de les naus interiors |               |               |
| 1647      | Altar Filomarino (Santi Apostoli)                                                               | Nàpols 40° 51′ 16.4″ N, 14° 15′ 37.25″ E / 40.854556°N,14.2603472°E   | |               |               |
| 1647      | Sala i galeria del Palazzo Pamphilj                                                             | Roma 41° 53′ 55.58″ N, 12° 28′ 21.21″ E / 41.8987722°N,12.4725583°E   | Projecte de la galeria i decoració de la sala principal |               |               |
| 1650      | Palazzo Giustianini                                                                             | Roma 41° 52′ 35.76″ N, 12° 30′ 7.67″ E / 41.8766000°N,12.5021306°E    | Intervencions al palau projectat per Giovanni Fontana: portalada i balconada, pati i atri                                                                  |               |               |
| 1653-1657 | Sant'Agnese in Agone                                                                            | Roma 41° 53′ 55.58″ N, 12° 28′ 21.21″ E / 41.8987722°N,12.4725583°E   | Modifica el projecte original de Girolamo Rainaldi |               |               |
| 1653-1658 | Sant'Andrea delle Fratre                                                                        | Roma 41° 54′ 13.06″ N, 12° 29′ 0.79″ E / 41.9036278°N,12.4835528°E    | Reconstrucció de l'església antiga; la façana s'acabà en 1862.                                                                                             |               |               |
| 1657      | Fris exterior del baptisteri de Sant Joan del Laterà                                            | Roma 41° 53′ 10″ N, 12° 30′ 16″ E / 41.88611°N,12.50444°E             | |               |               |
| 1657      | Restauració de San Giovanni a Porta Latina                                                      | Roma 41° 52′ 35.76″ N, 12° 30′ 7.67″ E / 41.8766000°N,12.5021306°E    | Obertura de les finestres de la nau de l'església antiga                                                                                                   |               |               |
| 1657 ca.  | San Giovanni in Oleo                                                                            | Roma 41° 52′ 35.76″ N, 12° 30′ 7.67″ E / 41.8766000°N,12.5021306°E    | Reconstrucció de la capella |               |               |
| 1658      | Finalització de Santa Maria alla Porta                                                          | Milà 45° 27′ 55.54″ N, 9° 10′ 53.37″ E / 45.4654278°N,9.1814917°E     | A la mort de Francesco Maria Ricchini, projecta la porta barroca i el seu timpa                                                                            |               |               |
| 1661 ca.  | Absis de San Giovanni dei Fiorentini                                                            | Roma 41° 53′ 58.91″ N, 12° 27′ 54.08″ E / 41.8996972°N,12.4650222°E   | |               |               |
|           | Cancel·les de les capelles del Santíssim Sagrament i del Cor (Basílica de Sant Pere del Vaticà) | Roma 41° 54′ 8″ N, 12° 27′ 12″ E / 41.90222°N,12.45333°E              | |               |               |

## Mort i epitafi

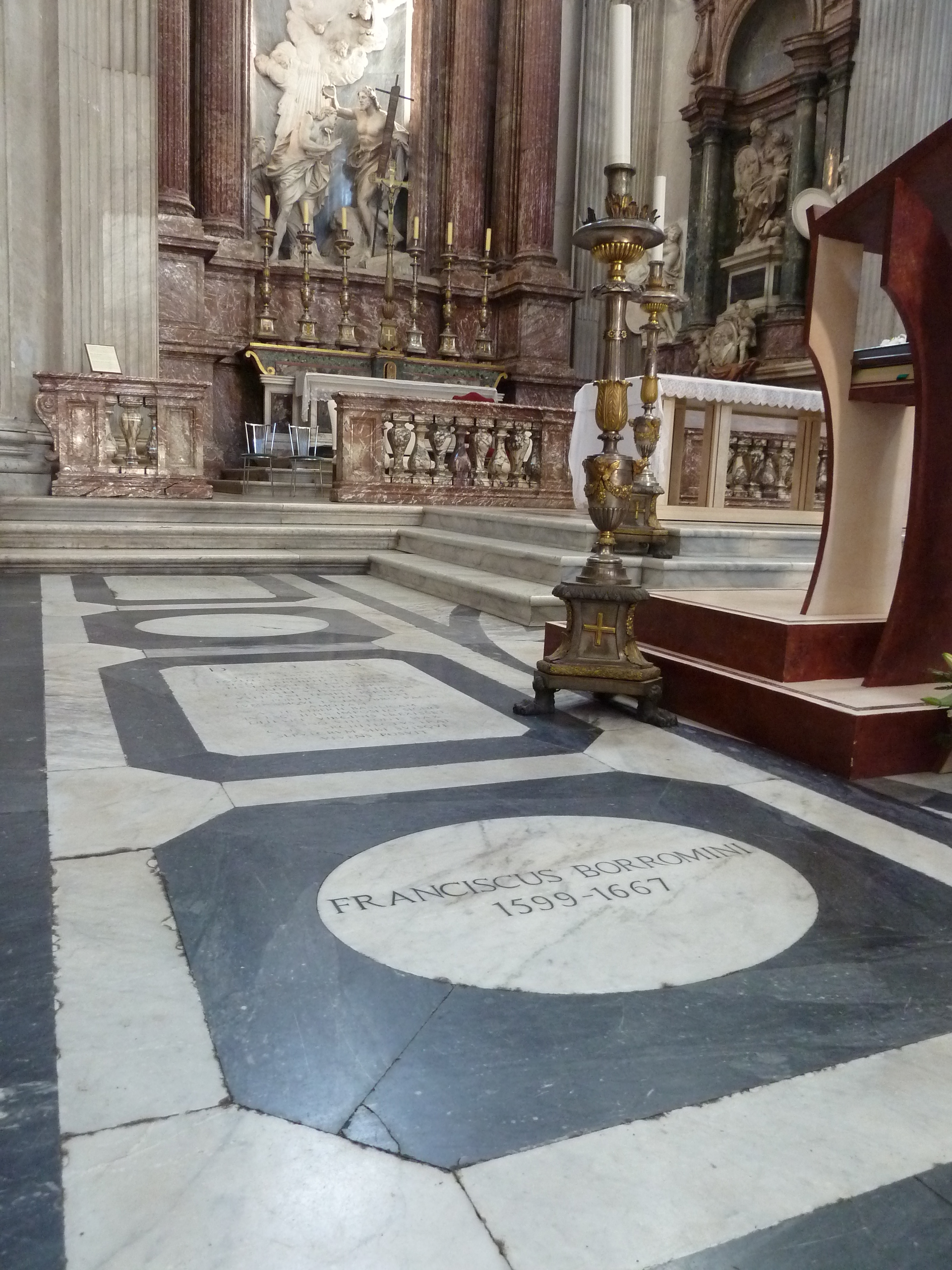
Tomba de Borromini

A l'estiu de 1667, Borromini, que patia de trastorns nerviosos i depressió, se suïcidava a Roma, després de la finalització de la capella Falconieri (la capella principal) de San Giovanni dei Fiorentini, on va ser enterrat (account) Arxivat 2019-02-26 a Wayback Machine..
La inscripció principal de la tomba de Borromini, a San Giovanni dei Fiorentini, diu:
```
FRANCISCVS BORROMINI TICINENSIS
 EQVES CHRISTI
 QVI
 IMPERITVRAE MEMORIAE ARCHITECTVS
 DIVINAM ARTIS SVAE VIM
 d. C. ROMAM MAGNIFICIS AEDIFICIIS EXORNANDAM VERTIT
 EN AGNES DE S D'IVO DE S DE QVIBUS
 ORATORIVM PHILLIPINVM EN S DE AGONE
 INSTAVRATA LATERANENSIS ARCHIBASILICA
 S D'ANDREAS DELLE FRATTE NVNCVPATUM
 CAROLVS EN QVIRINALI
 AEDES DE PROPADANDA FIDE
 HOC AVTEM IPSVM TEMPLVM
 ARA MAXIMA DECORAVIT
 noLONGE AB HOC LAPIDE
 PROPE MORTALES CAROLI MADERNI EXUVVIAS
 PROPINQVI MVNICIPIS ET AEMVLI SVI
 A PACE DOMINI QVIESCIT
```

La imatge de Francesco Borromini apareixia en els bitllets de 100 Francs suïssos el 1980.